# Hove (Kürten)
Hove ist ein Ortsteil in der Gemeinde Kürten im Rheinisch-Bergischen Kreis.

## Beschreibung
Das Wort Hove stammt von Hufe und bedeutet Land, das dem Bedarf einer Familie entspricht. Es handelt sich also um einen Anteil an der Gemeindeflur und entspricht damit dem heutigen Begriff von Hof (Bauernhof).

## Geschichte
Der Hof zu der Howen wurde erstmals erwähnt, als Wilhelm von Haan 1377 ihn zu einer jährlichen Leibzuchtrente von 200 Goldgulden an eine Kölner Patrizierfamilie verpfändete. Die Topographia Ducatus Montani des Erich Philipp Ploennies aus dem Jahre 1715, Blatt Amt Porz, belegt, dass der Ort bereits 1715 bestand und als Hufen bezeichnet wurde.
In der Topographische Aufnahme der Rheinlande von 1824 ist der Ort eingezeichnet.
Unter der französischen Verwaltung zwischen 1806 und 1813 wurde das Amt Porz aufgelöst und die Honschaft Dürscheid, zu dem auch Hove gehörte, wurde politisch der Mairie Bensberg im Arrondissement Mülheim am Rhein zugeordnet. 1816 wandelten die Preußen die Mairie zur Bürgermeisterei Bensberg im Kreis Mülheim am Rhein. Hove zählte 1830 17 Einwohner.
In der Aufstellung des Königreichs Preußens für die Volkszählung 1885 wurde Hove aufgeführt als Wohnplatz der Landgemeinde Bensberg im Kreis Mülheim am Rhein. Zu dieser Zeit wurden 7 Wohnhäuser mit 44 Einwohnern gezählt.
Aufgrund des Köln-Gesetzes wurde die Gemeinde Kürten mit Wirkung zum 1. Januar 1975 mit dem bis dahin selbstständigen Gemeinden Bechen und Olpe und Teilen der Stadt Bensberg zur Gemeinde Kürten zusammengeschlossen. Dabei wurde auch Hove Teil der Gemeinde Kürten.

## Lage
Hove liegt am Kreuzungspunkt zu Hauserhof und Weyermühle. Es ist ländlich geprägt. Die hier ansässigen früheren Bauernhöfe haben ihre landwirtschaftlichen Betriebe weitestgehend eingestellt.

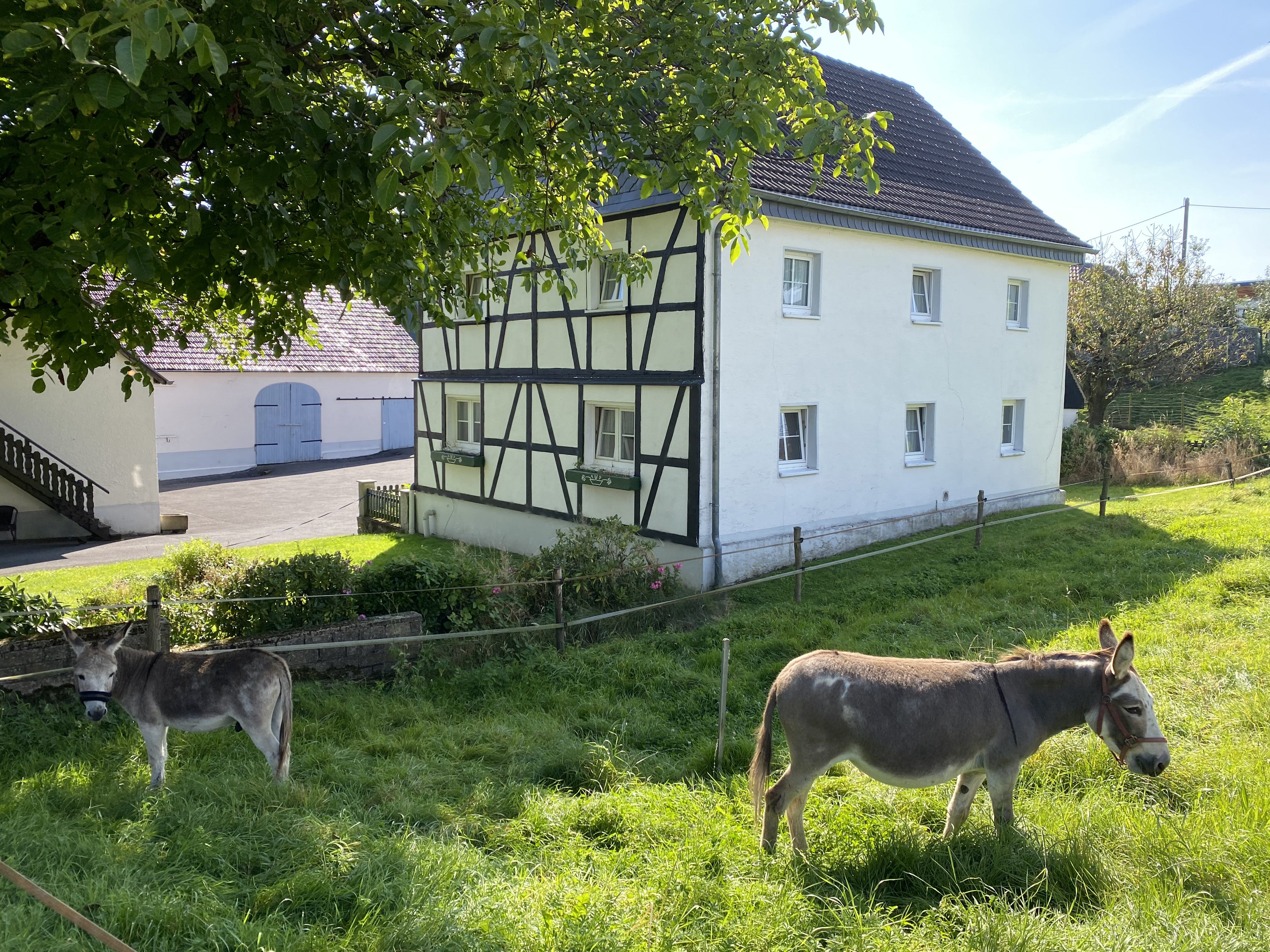
Hof in Hove
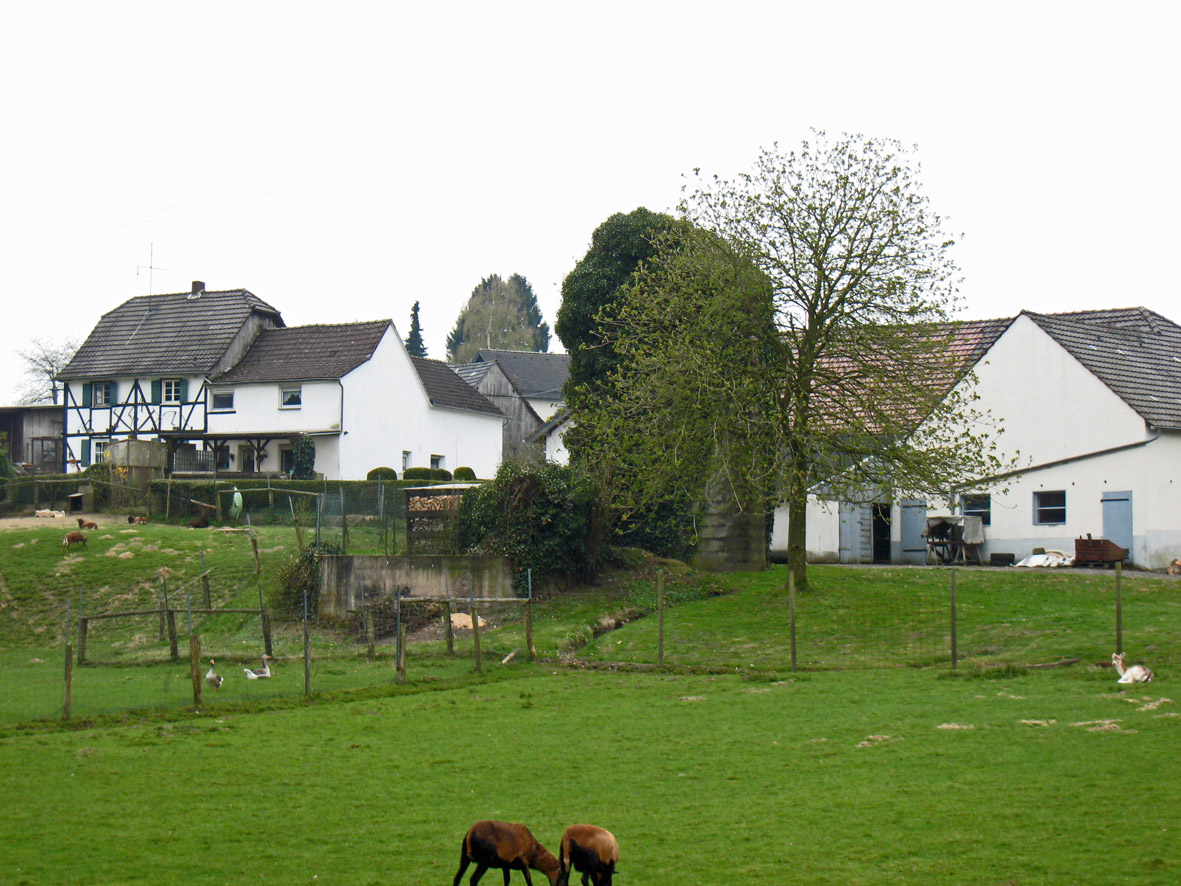
Alter Hof in Hove (2017)
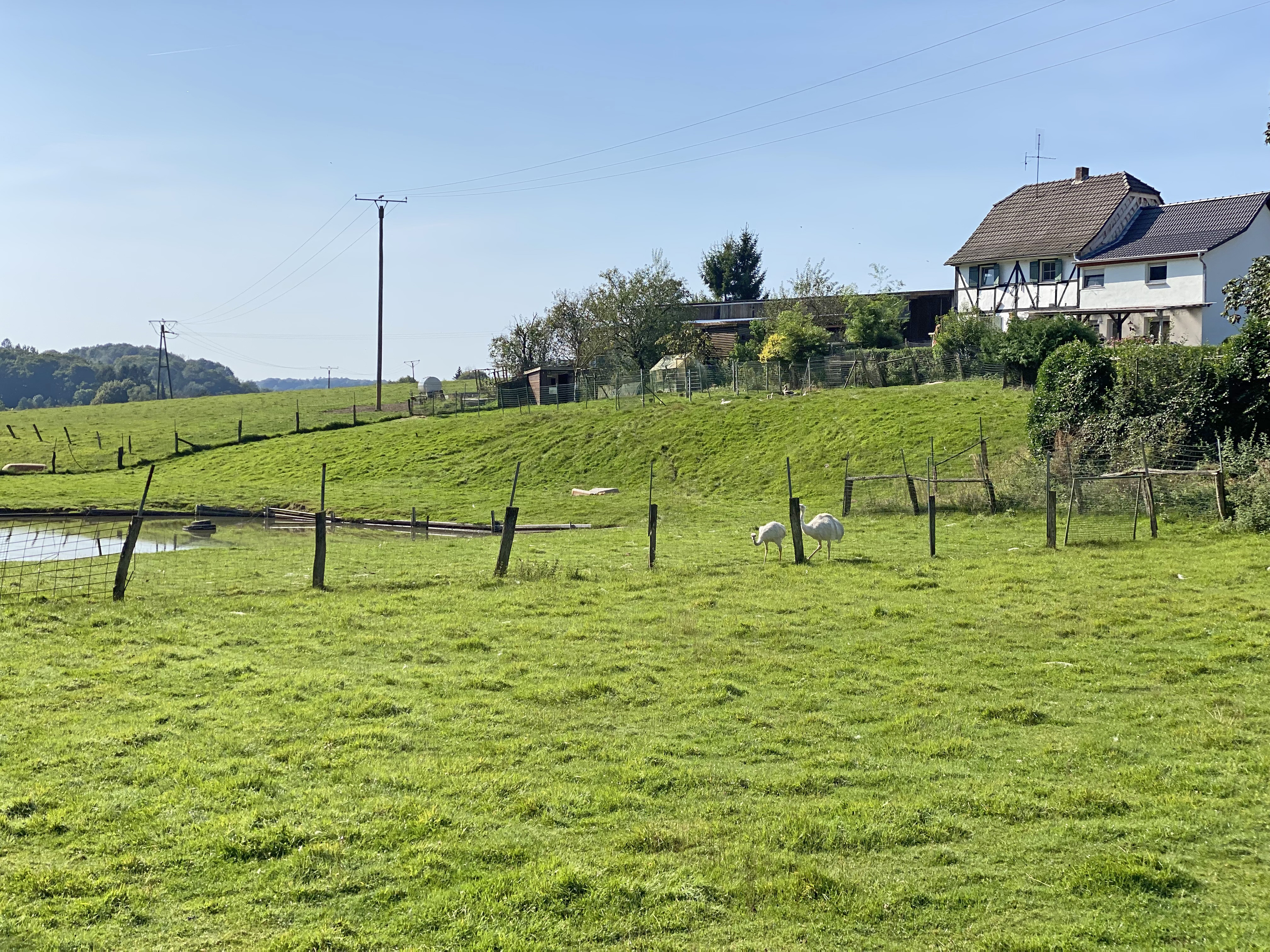
Exoten auf der Weide (2024)